# Federico Bahamontes

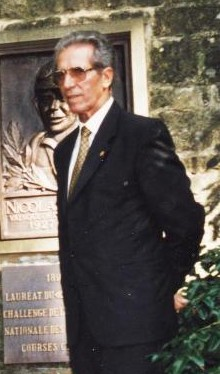
Federico Bahamontes

Federico Martín Bahamontes (ur. 9 lipca 1928 w Santo Domingo-Caudilla, prowincja Toledo, zm. 8 sierpnia 2023 w Valladolid) – hiszpański kolarz szosowy.
Był uważany za najlepiej podjeżdżającego kolarza wszech czasów. Swoje umiejętności w jeździe w górach udowodnił wygrywając m.in. sześciokrotnie klasyfikację górską w Tour de France. Kibice nadali mu przydomek "Orzeł z Toledo" (el águila de Toledo). Bahamontes bał się jednak szybko zjeżdżać i często na zjazdach tracił przewagę czasową uzyskiwaną na podjeździe.
Był pierwszym Hiszpanem, któremu udało się wygrać Tour de France. Jego nazwisko (Bahamontes to nazwisko panieńskie matki, które Federico przyjął po ujawnieniu się jego umiejętności) oznacza w wolnym tłumaczeniu ponad góry. Sam twierdził, że podjeżdża tak dobrze dzięki temu, iż w młodości jako dziecko z chłopskiej rodziny musiał wozić na rowerze ciężkie worki z ziemniakami.

## Sukcesy
- Tour de France 1959
- 6 razy zwycięzca klasyfikacji górskiej Tour de France (1954, 1958, 1959, 1962, 1963 i 1964)
- 2 razy zwycięzca klasyfikacji górskiej Vuelta a España (1957 i 1958)
- 1 raz zwycięzca klasyfikacji górskiej Giro d’Italia (1956)
- 3 razy zwyciężał w wyścigu dookoła Asturii (1955, 1956 i 1957)
- 7 etapów w Tour de France, w tym jedna górska czasówka
- Mistrzostwo Hiszpanii (1958)